# Azerbaïdjan aux Deaflympics
L'Azerbaïdjan participe 3 fois aux Deaflympics d'été depuis 1997. Le pays n'a jamais participé aux Jeux d'hiver.

## Bilan général
L'équipe de l'Azerbaïdjan n'obtient aucun médaille des Deaflympics.
| Année | Médaille d'or, Jeux olympiques | Médaille d'argent, Jeux olympiques | Médaille de bronze, Jeux olympiques | Total             | Rang              |
| 1997  | NC                             | NC                                 | NC                                  | NC                | NC                |
| 2001  | 0                              | 0                                  | 0                                   | 0                 | NC                |
| 2005  | N'a pas participé              | N'a pas participé                  | N'a pas participé                   | N'a pas participé | N'a pas participé |
| 2009  | 0                              | 0                                  | 0                                   | 0                 | NC                |
| 2013  | N'a pas participé              | N'a pas participé                  | N'a pas participé                   | N'a pas participé | N'a pas participé |
| Total | 0                              | 0                                  | 0                                   | 0                 |                   |